# Хустисиалистская партия
Хустисиалистская партия (исп. Partido Justicialista, PJ) — перонистская политическая партия в Аргентине, основная политическая сила перонистского движения.

## История
Хустисиалистская[неизвестный термин] партия была основана в 1947 году Хуаном и Эвитой Перонами. Политика, проводимая партией основана на принципах сохранения государственного суверенитета, стремления к экономической независимости Аргентины и создания социально-справедливого общества.
Разделена на противостоящие фракции (ныне это левоцентристский «Фронт за победу» и правоцентристский «Федеральный перонизм»).

## Политическая роль
Бывший президент Аргентины Альберто Фернандес, а также другие бывшие президенты Кристина Фернандес де Киршнер, Карлос Менем и Эдуардо Дуальде были членами партии.
В аргентинской Палате депутатов партия имеет[когда?] 116 из 257 мест, а также большинство в Сенате.